# Шивээговь
Шивээговь (монг. Шивээговь) — сомон аймака Говь-Сумбэр, Монголия.
Находится в 390 км от столицы страны — Улан-Батора.
Есть школа, больница, объекты сферы обслуживания; открытый угольный разрез.
До 25 февраля 1987 года здесь находилась советская 91-я мотострелковая дивизия.